# Zsófia Polgár

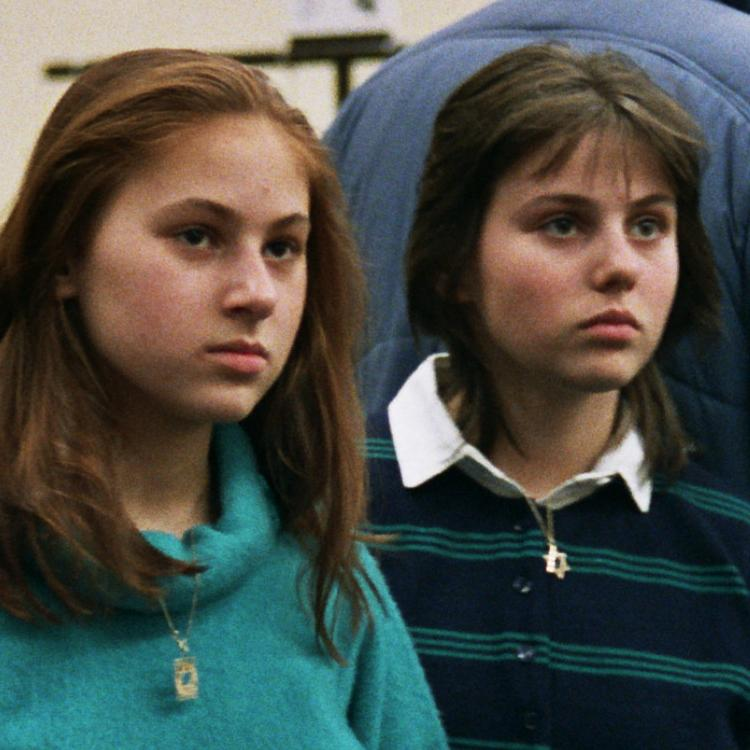
Judit i Zsófia Polgar, Saloniki 1988

Zsófia Polgár (ur. 2 listopada 1974 w Budapeszcie) – węgierska szachistka, jedna z trzech sióstr Polgár. Zdobywczyni tytułu arcymistrzyni kobiet (WGM) oraz mistrzyni międzynarodowej (IM).

## Wstęp
Przez rodzinę uważana za najzdolniejszą z sióstr. Jej rozliczne zainteresowania były jedną z najważniejszych przyczyn, dla których nie osiągnęła poziomu gry Judit i Zsuzsy, choć skalę swoich możliwości zaprezentowała na turnieju kołowym w Rzymie w 1989, uzyskując wynik, który wzbudził sensację w szachowym świecie. Jej zainteresowanie sztuką i artystyczne uzdolnienia zaowocowały m.in. studiami w Avni Institute of Arts and Design w Tel-Awiwie, gdzie zamieszkała po wyjściu za mąż za izraelskiego arcymistrza Jonę Kosaszwili (7 lutego 1999). Ukończyła także Ort College w Rehevot.

## Największe osiągnięcia
- złoty medal za indywidualny wynik na III szachownicy – 11½ pkt z 13 partii w kobiecej reprezentacji Węgier podczas olimpiady szachowej w Nowym Sadzie w roku 1990,
- złoty medal za indywidualny wynik na II szachownicy – 12½ pkt z 14 partii w kobiecej reprezentacji Węgier na olimpiadzie szachowej w Moskwie w roku 1994,
- spektakularne zwycięstwo w turnieju kołowym w Rzymie w 1989 – mająca wówczas ranking zaledwie 2295 pkt Zsófia zdobywając 8½ pkt z 9 partii uzyskała wynik rankingowy ponad 2900, pokonując m.in. bardzo silnych arcymistrzów Siergieja Dołmatowa i Aleksandra Czernina,
- srebrny medal na Mistrzostwach Świata Juniorów do 20 lat w Brazylii w 1994 r.

Najwyższy ranking w karierze osiągnęła 1 lipca 2000 r., z wynikiem 2501 punktów zajmowała wówczas 10. miejsce na światowej liście FIDE, jednocześnie zajmując 2. miejsce (za swoją siostrą Judit) wśród węgierskich szachistek.